# انتونیو کوربیسیرو
انتونیو کوربیسیرو (انگلیسی: Antonio Corbisiero؛ زادهٔ ۱۷ نوامبر ۱۹۸۴) بازیکن فوتبال اهل ایتالیا است.
از باشگاه‌هایی که در آن بازی کرده‌است می‌توان به باشگاه فوتبال سوانزی سیتی و باشگاه فوتبال نیوپورت کانتی اشاره کرد.